# Dyson Sphere Program
Dyson Sphere Program — игра в жанре симулятора фабрики, разработанная Youthcat Studio и выпущенная на Windows в январе 2021 года в раннем доступе.

## Игровой процесс

Планета средиземноморского класса с энергогенераторами

Игрок управляет мехом, перемещающимся между планетами и ведущим на них добычу ресурсов, и занимается созданием производственных цепочек. Окончательной целью игры является постройка сферы Дайсона.

## Разработка
Dyson Sphere Program была разработана командой из пяти человек студии Youthcat, расположенной в Чунцине, Китай. Студию основал Мао Мао, выпускник Университета Чунцина, и Чжоу Сюнь, который ранее уже работал в игровой индустрии. Разработчики были знакомы и имели общий интерес к научной фантастике. При создании игры разработчики вдохновлялись Stellaris, в которой присутствовала возможность создания сфер Дайсона, что натолкнуло их на концепт игры, в которой сфера Дайсона создаётся по частям. В начале 2019 года вышел фильм «Блуждающая Земля», который замотивировал разработчиков на создание прототипа. Сюнь уволился с работы и основал студию Youthcat, в которую также вошли Мао Мао и три дополнительных наёмных работника. Проект финансировался за счет собственных сбережений Сюня, которых хватало только на два года разработки. К середине 2020 года, когда средства начали заканчиваться, они обратились к китайскому издателю Gamera Game, занимающемуся поддержкой инди-разработчиков. Gamera помогла Youthcat выпустить игру во всём мире, а также привлекла к проекту актёров озвучки, участвовавших в съёмках «Блуждающей Земли». Игра была выпущена в ранний доступ 21 января 2021 года. Разработчики объявили, что период раннего доступа планируется на год, после чего будет выпущена полноценная версия игры. В релизной версии планируется добавить боевую систему и возможность настройки механизированного костюма.

## Продажи и отзывы
По данным студии, в течение четырёх дней после выхода в ранний доступ в Steam и WeGame было продано более 200 000 копий игры, а за первую неделю — более 350 000. Это была самая продаваемая игра в Steam на неделе её выхода. К сентябрю 2021 года продажи превысили 1,7 миллиона копий.
Rock Paper Shotgun отметили, что игровой процесс очень похож на Factorio.